# Dennis Viollet
Dennis Sydney Viollet (20 de septiembre de 1933-6 de marzo de 1999) fue un futbolista inglés, famoso como uno de los Busby Babes y superviviente de la catástrofe aérea de Múnich.

## Carrera
Nació el 20 de septiembre de 1933 en Mánchester, comenzó su carrera futbolística en el Manchester Schoolboys, posteriormente en la temporada 1949-50 a los 17 años entró a formar parte de la plantilla profesional del Manchester United.
Su primer partido oficial con el primer equipo fue contra el Newcastle United el 11 de abril de 1953 y fue una pieza clave de los equipos del United que ganaron consecutivamente los títulos de Primera División en 1956 y 1957.
Allí formó parte de los llamados Busby Babes, una magnífica hornada de futbolistas que revolucionaron el fútbol inglés allá por los años 50 en la que se encontraban jugadores como Tommy Taylor, Bobby Charlton, Eddie Colman, Edwards o el propio Viollet.
Dennis Viollet rindió a su máximo nivel antes de que se produjera el accidente consiguiendo los títulos de Campeón de la Premier League en 1956 y 1957. El 6 de febrero de 1958, se produjo la tragedia que sumió al mundo del fútbol en la consternación por la pérdida de uno de los mejores equipos de la historia del fútbol inglés en la que Viollet salió vivo de puro milagro.
Aun así y pese a que nadie apostaba por la recuperación de Viollet debido a las secuelas del accidente, el bravo jugador inglés se recuperó y en la temporada 1959/60 demostró sobradamente su calidad, anotando 32 goles en 36 partidos de Liga, ya sin su amigo Tommy a su lado.
Permaneció en el United hasta 1962, año en el que se marcha al Stoke City, club que militaba en la Segunda División inglesa y donde vivió una segunda juventud junto a Stanley Matthews, McIroy y Roy Vernon. Proclamándose Campeón de la Segunda División en su primera temporada y subcampeón de la Copa de la Liga en 1964. En el Stoke permaneció durante 5 temporadas y su siguiente destino fue el fútbol irlandés donde jugó en el Linfield, conjunto en el cual se proclamó Campeón de la Liga irlandesa.
Posteriormente emigró a comienzos de los 70 a Baltimore (USA) y luego se marchó a Florida, donde se dedicó a entrenar a chicos jóvenes. Allí realizó un gran trabajo y en la década de los 80 y 90 se dedicó a entrenar a distintos conjuntos de la Liga Americana como el Jacksonville y el Richmond Kickers.
En 1997, asistió a una reunión con los sobrevivientes de la tragedia, y al poco tiempo fue diagnosticado de un tumor cerebral (el cual estaba ubicado debajo de la cicatriz que tenía por casi 40 años), por ello tuvo que ser intervenido quirúrgicamente dos veces, el primero para el tumor y el segundo para un coágulo sanguíneo. Ese mismo año fue diagnosticado también con cáncer.
Viollet falleció el 6 de marzo de 1999 tras una batalla de dos años contra el cáncer, a pesar del tratamiento y la cirugía a los que fue sometido durante ese tiempo para combatir la enfermedad.
Le sobrevivieron cuatro hijos de su primer matrimonio y su segunda esposa, Helen, y la hija de ambos, Rachel.Su hija Rachel se convirtió en la número uno del tenis británico al alcanzar la segunda ronda de Wimbledon en 1996.
En 2010, Viollet ingresó en el Salón de la Fama del Fútbol de Washington D. C., Viollet también fue incluido en la primera promoción del Salón de la Fama de la United Soccer League en 2002. El partido anual de fútbol entre la Universidad del Norte de Florida y la Universidad de Jacksonville se disputa por la Copa Viollet desde 2001.

## Clubes
| Club              | País              | Año         |
| ----------------- | ----------------- | ----------- |
| Manchester United | Inglaterra        | 1949 - 1962 |
| Stoke City        | Inglaterra        | 1962 - 1967 |
| Baltimore Bays    | Estados Unidos    | 1967        |
| Linfield F.C.     | Irlanda del Norte | 1967 - 1970 |